# Harald Garmland
Karl Harald Garmland, född 6 februari 1904 i Katrineholm, död 3 februari 1985 i Oscars församling, Stockholm, var en svensk målare och teaterdekoratör.
Han var son till statstjänstemannen Karl Garmland och Selma Karlsson samt gift med Maj Eklund. 
Garmland studerade vid Edward Berggrens målarskola och Konstakademin i Stockholm 1926-1928 samt under studieresor till bland annat Frankrike där han bevistade Académie Colarossi samt Nederländerna och England. Han engagerades som teaterdekoratör vid Södra teaterns revy 1929 och fortsatte under åren med teaterdekorationer för bland annat Ernst Rolf på China samt Oscarsteatern, Blancheteatern och Kungliga Operan.
Hans konst består av stafflimåleri med figurkompositioner, landskap och en stor mängd teaterdekorationer.
Garmland är representerad vid Nationalmuseum, Eskilstuna konstmuseum, Lunds universitet, Scenkonstmuseet, Museum of Theatre Art i New York och musikkonservatoriet i Rio de Janerio.

## Teater

### Scenografi
| År   | Produktion                                      | Upphovsmän                                                                            | Regi                          | Teater         | Noter                                                    |
| ---- | ----------------------------------------------- | ------------------------------------------------------------------------------------- | ----------------------------- | -------------- | -------------------------------------------------------- |
| 1929 | Rose Marie                                      | Rudolf Friml, Herbert Stothart, Otto Harbach och Oscar Hammerstein                    | Gustaf Bergman                | Vasateatern    | Scenografi tillsammans med Alexander Bakó                |
| 1930 | Stockholm blir Stockholm, revy                  | Svasse Bergqvist                                                                      | Franz Engelke och Adolf Niska | Vasateatern    | Scenografi tillsammans med Alexander Bakó                |
| 1933 | Den tappre soldaten Schwejk                     | Jaroslav Hašek                                                                        | Oscar Winge                   | Södra Teatern  | Scenografi tillsammans med Martin Ahlbom och Erik Dahlin |
| 1933 | Nymånen The new moon                            | Oscar Hammerstein, Laurence Schwab, Frank Mandel och Sigmund Romberg                  | Harry Stangenberg             | Oscarsteatern  | Scenografi                                               |
| 1934 | Paganini                                        | Franz Lehár, Paul Knepler och Béla Jenbach                                            | Harry Stangenberg             | Oscarsteatern  | Scenografi Tillsammans med John Jon-And                  |
| 1936 | Bättre mans barn Three-Cornered Moon            | Gertrude Friedberg                                                                    | Harry Roeck-Hansen            | Blancheteatern | Scenografi                                               |
| 1936 | Måste Night must fall                           | Emlyn Williams Översättning G. V. Nordensvan                                          | Arthur Natorp                 | Blancheteatern | Scenografi                                               |
| 1936 | Getingboet Children to bless you                | G.S. Donisthorpe Översättning Erik Wilhelm Olsson                                     | Harry Roeck-Hansen            | Blancheteatern | Scenografi                                               |
| 1936 | De oskyldiga The children's hour                | Lillian Hellman Översättning Alf Henrikson                                            | Harry Roeck-Hansen            | Blancheteatern | Scenografi                                               |
| 1936 | En dotter av Kina Lady Precious dream           | Hsiung Shih-i Översättning Johan Falck                                                | Johan Falck                   | Blancheteatern | Scenografi                                               |
| 1937 | Kunglighet The Queen's Husband                  | Robert E. Sherwood Översättning Ebba Low                                              | Harry Roeck-Hansen            | Blancheteatern | Scenografi                                               |
| 1937 | Hans första premiär                             | Svend Rindom Bearbetning Kar de Mumma                                                 | Harry Roeck-Hansen            | Blancheteatern | Scenografi                                               |
| 1937 | Min son är min My son's my son                  | David Herbert Lawrence Översättning Ebba Low                                          | Harry Roeck-Hansen            | Blancheteatern | Scenografi                                               |
| 1938 | De 2 Thompson                                   | Serck Rogers                                                                          | Martha Lundholm               | Vasateatern    | Scenografi                                               |
| 1938 | Min hustru doktor Carson                        | St. John Greer Ervine Översättning Ebba Low                                           | Harry Roeck-Hansen            | Blancheteatern | Scenografi                                               |
| 1938 | Han sitter vid smältdegeln                      | Kaj Munk                                                                              | Olof Molander                 | Vasateatern    | Scenografi                                               |
| 1938 | Kvällen är min Bei Kerzenlicht                  | Robert Katscher                                                                       | Max Hansen                    | Vasateatern    | Scenografi                                               |
| 1939 | Madame Bovary                                   | Gaston Baty Översättning Staffan Tjerneld                                             | Harry Roeck-Hansen            | Blancheteatern | Scenografi                                               |
| 1939 | Tattar-adel, revy                               | Kar de Mumma                                                                          | Leif Amble-Næss               | Blancheteatern | Scenografi                                               |
| 1939 | Vanartiga föräldrar Les parents terrible        | Jean Cocteau Översättning Elsa Thulin                                                 | Harry Roeck-Hansen            | Blancheteatern | Scenografi                                               |
| 1939 | Han sitter vid smältdegeln                      | Kaj Munk                                                                              | Olof Molander                 | Vasateatern    | Scenografi                                               |
| 1939 | Vibrationer The flashing stream                 | Charles Morgan Översättning Etty Santesson                                            | Harry Roeck-Hansen            | Blancheteatern | Scenografi                                               |
| 1939 | Katten i säcken                                 | Ladislaus Szilagyi och Michael Eisemann                                               | Emanuel Gregor                | Vasateatern    | Scenografi                                               |
| 1940 | Tony ritar en häst Tony Draws A Horse           | Lesley Storm Översättning Harriet Björklund                                           | Harry Roeck-Hansen            | Blancheteatern | Scenografi                                               |
| 1940 | Här har jag varit förut I have been here before | John Boynton Priestley Översättning Eva Tisell                                        | Harry Roeck-Hansen            | Blancheteatern | Scenografi                                               |
| 1940 | Duo                                             | Paul Géraldy och Colette Översättning Elsa Thulin                                     | Harry Roeck-Hansen            | Blancheteatern | Scenografi                                               |
| 1940 | Eldprovet                                       | Henri Kistemaeker                                                                     | Martha Lundholm               | Vasateatern    | Scenografi                                               |
| 1940 | Plats för leende No time for comedy             | Samuel Nathaniel Behrman Översättning Erik Wilhelm Olson                              | Harry Roeck-Hansen            | Blancheteatern | Scenografi                                               |
| 1940 | Charleys tant Charley's Aunt                    | Brandon Thomas                                                                        | Leif Amble-Naess              | Vasateatern    | Scenografi                                               |
| 1941 | Onkel Vanja Дядя Ваня, Djadja Vanja             | Anton Tjechov Översättning Jarl Hemmer                                                | Harry Roeck-Hansen            | Blancheteatern | Scenografi                                               |
| 1941 | På solsidan                                     | Helge Krog                                                                            | Hans Jacob Nilsen             | Blancheteatern | Scenografi                                               |
| 1941 | Skilda språk The Talley method                  | Samuel Nathaniel Behrman Översättning A.V. Leslie                                     | Harry Roeck-Hansen            | Blancheteatern | Scenografi                                               |
| 1941 | Midsommardröm i fattighuset                     | Pär Lagerkvist                                                                        | Per Lindberg                  | Blancheteatern | Scenografi                                               |
| 1942 | Flykten från Paris                              | Lo Håkansson                                                                          | Martha Lundholm               | Vasateatern    | Scenografi                                               |
| 1942 | Det glada 40-talet, revy                        | Kar de Mumma                                                                          | Leif Amble-Næss               | Blancheteatern | Scenografi                                               |
| 1942 | Väninnor Old acquaintance                       | John Van Druten Översättning A.V. Leslie                                              | Harry Roeck-Hansen            | Blancheteatern | Scenografi                                               |
| 1942 | Lille Eyolf                                     | Henrik Ibsen                                                                          | Martha Lundholm               | Vasateatern    | Scenografi                                               |
| 1943 | Fadren                                          | August Strindberg                                                                     | Helge Hagerman                | Blancheteatern | Scenografi                                               |
| 1943 | Rus                                             | Rudolf Värnlund                                                                       | Per Lindberg                  | Blancheteatern | Scenografi                                               |
| 1943 | Månen har gått ned The moon is down             | John Steinbeck Översättning Thorsten Jonsson                                          | Harry Roeck-Hansen            | Blancheteatern | Scenografi                                               |
| 1943 | Solen har gått upp, revy                        | Kar de Mumma                                                                          | Leif Amble-Næss               | Blancheteatern | Scenografi                                               |
| 1943 | Jag är sjutton år J'ai dix-sept ans             | Paul Vandenberghe Översättning A.V. Leslie                                            | Harry Roeck-Hansen            | Blancheteatern | Scenografi                                               |
| 1943 | De små rävarna The little foxes                 | Lillian Hellman Översättning Gustaf Ageberg                                           | Harry Roeck-Hansen            | Blancheteatern | Scenografi                                               |
| 1944 | Det ljusnar vid 7-tiden The mornings at seven   | Paul Osborn Översättning Gustaf Ageberg                                               | Harry Roeck-Hansen            | Blancheteatern | Scenografi                                               |
| 1944 | Körsbärsträdgården Вишнёвый сад, Visjnjovyj sad | Anton Tjechov Översättning Jura Tamkin                                                | Harry Roeck-Hansen            | Blancheteatern | Scenografi                                               |
| 1944 | Med clippern västerut Flight to the west        | Elmer Rice Översättning H. Björklund                                                  | Helge Hagerman                | Blancheteatern | Scenografi                                               |
| 1944 | Och han skämtar för dig, revy                   | Kar de Mumma                                                                          | Leif Amble-Næss               | Blancheteatern | Scenografi                                               |
| 1944 | Det evigt manliga The animal kingdom            | Philip Barry Översättning Marga Rydeberg                                              | Harry Roeck-Hansen            | Blancheteatern | Scenografi                                               |
| 1944 | Den obetvingade segern The wingless victory     | Maxwell Anderson Översättning Einar Malm                                              | Sam Besekow                   | Blancheteatern | Scenografi                                               |
| 1945 | Det blåser en vind The Searching Wind           | Lillian Hellman Översättning Herbert Wärnlöf                                          | Harry Roeck-Hansen            | Blancheteatern | Scenografi                                               |
| 1945 | Bunbury The Importance of Being Earnest         | Oscar Wilde Översättning Gustaf Linden och Kar de Mumma                               | Harry Roeck-Hansen            | Blancheteatern | Scenografi                                               |
| 1946 | Pat regerar Junior Miss                         | Jerome Chodorov och Joseph Fields Översättning Stig Gillis Ahlberg                    | Håkan Westergren              | Blancheteatern | Scenografi                                               |
| 1946 | Man kan aldrig veta You never can tell          | George Bernard Shaw Översättning Hugo Vallentin                                       | Harry Roeck-Hansen            | Blancheteatern | Scenografi                                               |
| 1947 | Kar de Mummas sällskapsresa, revy               | Kar de Mumma                                                                          | Hjördis Petterson             | Blancheteatern | Scenografi                                               |
| 1947 | Han träffas inte här                            | Gustaf Hellström                                                                      | Ernst Eklund                  | Blancheteatern | Scenografi                                               |
| 1948 | Höst                                            | Bengt Blomgren                                                                        | Lars-Levi Læstadius           | Blancheteatern | Scenografi                                               |
| 1948 | Vaktparad, revy                                 | Kar de Mumma                                                                          | Leif Amble-Næss               | Blancheteatern | Scenografi                                               |
| 1948 | Fettpärlan                                      | Gösta Sjöberg                                                                         | Harry Roeck-Hansen            | Blancheteatern | Scenografi och kostym                                    |
| 1949 | Dödsdansen                                      | August Strindberg                                                                     | Gunnar Olsson                 | Blancheteatern | Scenografi                                               |
| 1949 | De fem fåglarna                                 | Staffan Tjerneld                                                                      | Björn Berglund                | Blancheteatern | Scenografi                                               |
| 1949 | Låt människan skratta, revy                     | Kar de Mumma                                                                          | Leif Amble-Næss               | Blancheteatern | Scenografi                                               |
| 1949 | Edward, min son Edward, My Son                  | Robert Morley och Noel Langley                                                        | Sven Lindberg                 | Blancheteatern | Scenografi                                               |
| 1950 | Ung man gör visit                               | Gustaf Hellström                                                                      | Ernst Eklund                  | Blancheteatern | Scenografi                                               |
| 1950 | Skyll er själva, revy                           | Kar de Mumma                                                                          | Leif Amble-Næss               | Blancheteatern | Scenografi                                               |
| 1951 | En juninatt Miss Plinchby's kabale              | Kjeld Abell                                                                           | Ernst Eklund                  | Blancheteatern | Scenografi                                               |
| 1952 | Come back The country girl                      | Clifford Odets Översättning Eva Tisell                                                | Harry Roeck-Hansen            | Blancheteatern | Scenografi                                               |
| 1952 | Pappa, mamma, barn Lorsque l'enfant paraît      | André Roussin                                                                         | Per Gerhard                   | Vasateatern    | Scenografi                                               |
| 1953 | Hjältar Arms and the Man                        | George Bernard Shaw                                                                   | Per Gerhard                   | Vasateatern    | Scenografi                                               |
| 1953 | Hustruleken Affairs of State                    | Louis Verneuil                                                                        | Gösta Cederlund               | Vasateatern    | Scenografi                                               |
| 1954 | Kärlekens vals                                  | Georges Neveux                                                                        | Per Gerhard                   | Vasateatern    | Scenografi                                               |
| 1954 | Glada änkan Die lustige Witwe                   | Franz Lehár, Victor Léon och Leo Stein Översättning Kar de Mumma och Isa Quensel      | Lars Egge                     | Oscarsteatern  | Scenografi                                               |
| 1954 | Csardasfurstinnan Die Csárdásfürstin            | Emmerich Kálmán, Leo Stein och Béla Jenbach Översättning Kar de Mumma och Isa Quensel | Egon Larsson                  | Oscarsteatern  | Scenografi                                               |
| 1955 | Vad vet mamma om kärlek The Reluctant Debutante | William Douglas-Home                                                                  | Per Gerhard                   | Vasateatern    | Scenografi                                               |
| 1957 | Ninotchka                                       | Marc-Gilbert Sauvajon Baserad på manus av Melchior Lengyel, Översättning Sven Stolpe  | Sven Lindberg                 | Intiman        | Scenografi                                               |
| 1957 | Domaren                                         | Vilhelm Moberg                                                                        | Per-Axel Branner              | Intiman        | Scenografi                                               |
| 1958 | Bäddat för tre Monsieur Masure                  | Claude Magnier                                                                        | Stig Olin                     | Vasateatern    | Scenografi                                               |
| 1958 | Arsenik och gamla spetsar Arsenic and Old Lace  | Joseph Kesselring                                                                     | Olof Thunberg                 | Intiman        | Scenografi                                               |
| 1958 | Silverbröllop Silver Wedding                    | Michael Clayton Hutton                                                                | Per Gerhard                   | Vasateatern    | Scenografi                                               |
| 1959 | Vid skilda bord Separate Tables                 | Terence Rattigan                                                                      | Per Gerhard                   | Vasateatern    | Scenografi                                               |
| 1964 | Mitt bedårande jag Photo Finish                 | Peter Ustinov                                                                         | Gerda Wrede                   | Vasateatern    | Scenografi                                               |
| 1968 | Priset The Price                                | Arthur Miller                                                                         | Per Gerhard                   | Vasateatern    | Scenografi                                               |
| 1969 | Plaza Svit Plaza Suite                          | Neil Simon                                                                            | Per Gerhard                   | Vasateatern    | Scenografi                                               |